# Mitsubishi Pajero Sport
Mitsubishi Pajero Sport — среднеразмерный внедорожник японской компании Mitsubishi, дебютировал в 1996 году и занял промежуточное место в модельном ряду между Pajero и Pajero IO (Pinin). Построен на базе пикапа L200. В 2000 году модель прошла рестайлинг (появился двигатель V6 объёмом 3,0 л). В Японии продавался под названием Challenger, на американском рынке известен как Montero Sport. Pajero Sport второго поколения был представлен в 2008 году на Московском международном автосалоне.

## Первое поколение
Первая машина была произведена в Японии в 1996 году, и стала доступна для большинства экспортных рынков к 1997 году. В разных странах машину называли по-разному: Pajero Sport в Европе, Montero Sport в Испании, Северной Америке и Южной Америке, а также в Филиппинах, Nativa в части Центральной Америки, Shogun Sport в Великобритании, G-WAGON в Таиланде. Первое поколение Pajero Sport было построено на платформе Mitsubishi Pajero второго поколения. У Спорта, как и у Pajero, спереди была независимая торсионная подвеска и неразрезной мост сзади. У Спорта в течение жизни было много рестайлингов, в том числе и замена рессорной задней подвески на пружинную в 2000 году. По мере роста его популярности, локальная сборка была налажена в Китае в 2003  и в Бразилии в 2006. Продажи были прекращены в Японии в 2003, в Северной Америке в 2004 (где он был заменен на Endeavor), и в центральной и западной Европе в 2008.
Самый популярный двигатель — 3-литровый бензиновый V6 (6G72) — выдает 170 л.с. при 5000 оборотах в минуту. В зависимости от рынка этот двигатель развивал от 163 л.с. до 197 л.с. Также устанавливались двигатели V6 3,5(6G74) литра и турбодизель 2,8 литра(4M40). Североамериканский рынок получил двигатель V6, в то время как на других рынках были более популярны четырёхцилиндровые рядные турбодизели. В Японии двигатель 3,5 литра мог быть с системой GDI. Он развивал 245 л.с. и поставлялся с 5 ступенчатой АКПП с Tiptronic.
В большей части мира Pajero sport продавался с раздаточной коробкой типа Part-Time(без межосевого дифференциала). С режимами: задний привод, полный привод, полный привод с пониженной передачей. В Японии он продавался с раздаточной коробкой типа Super Select 4WD (с межосевым дифференциалом). С режимами: задний привод, полный привод с разблокированным межосевым дифференциалом, полный привод с заблокированным межосевым дифференциалом, полный привод с заблокированным межосевым дифференциалом и пониженной передачей. На американский рынок он иногда поставлялся с раздаточной коробкой типа AWD. С режимами: полный привод с разблокированным межосевым диффиренциалом и автоматической блокировкай через вискомуфту, полный привод с жестко заблокированным межосевым дифференциалом, полный привод с жестко заблокированным межосевым дифференциалом с пониженной передачей.
Большинство этих автомобилей оснащены задним самоблокирующимся дифференциалом типа LSD (75% блокировка) или свободным дифференциалом. Очень редко в США были авто с заводской 100% блокировкой заднего дифференциала.

### Галерея

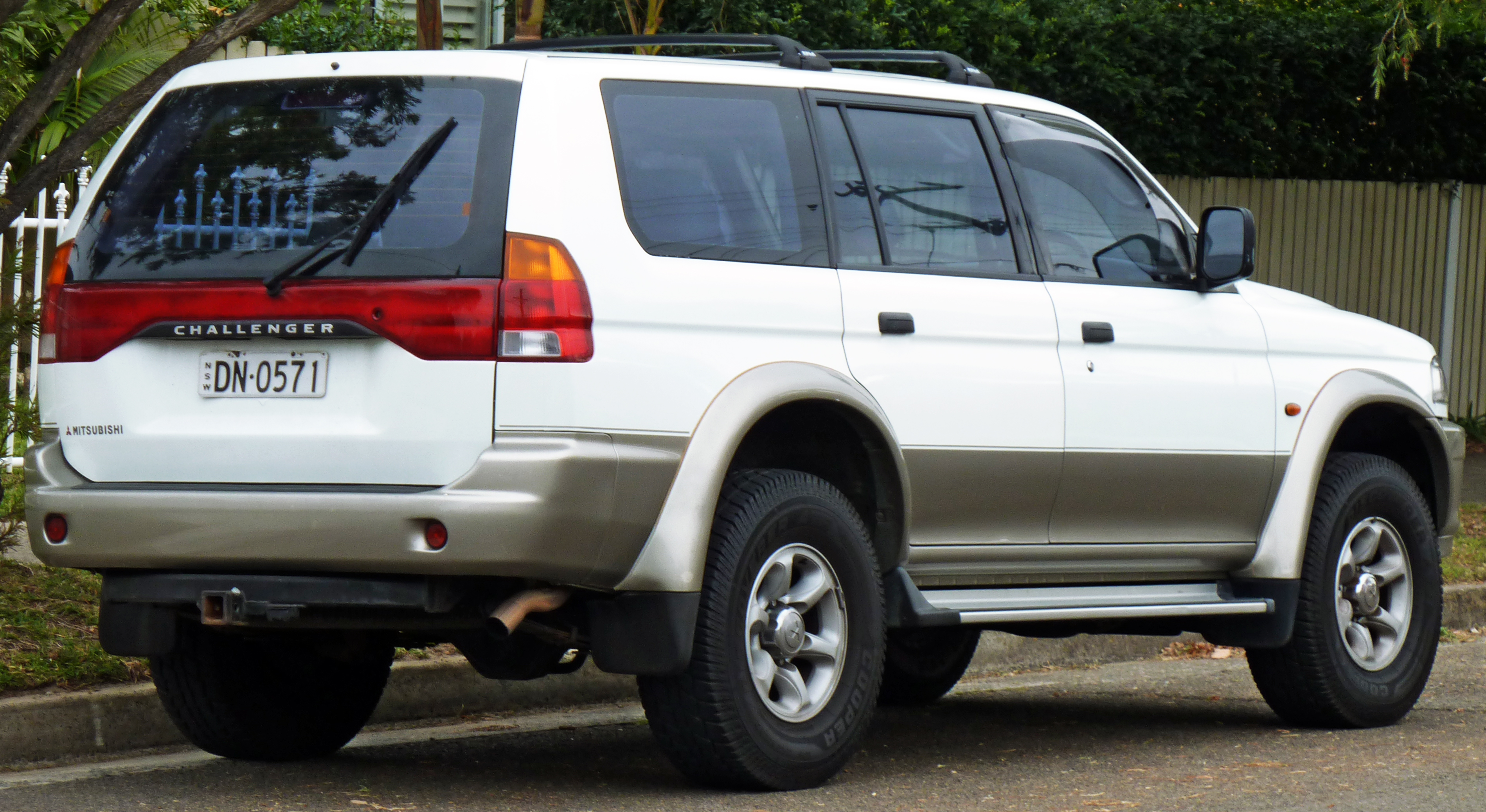
1998–2000 Mitsubishi Challenger (Австралия)
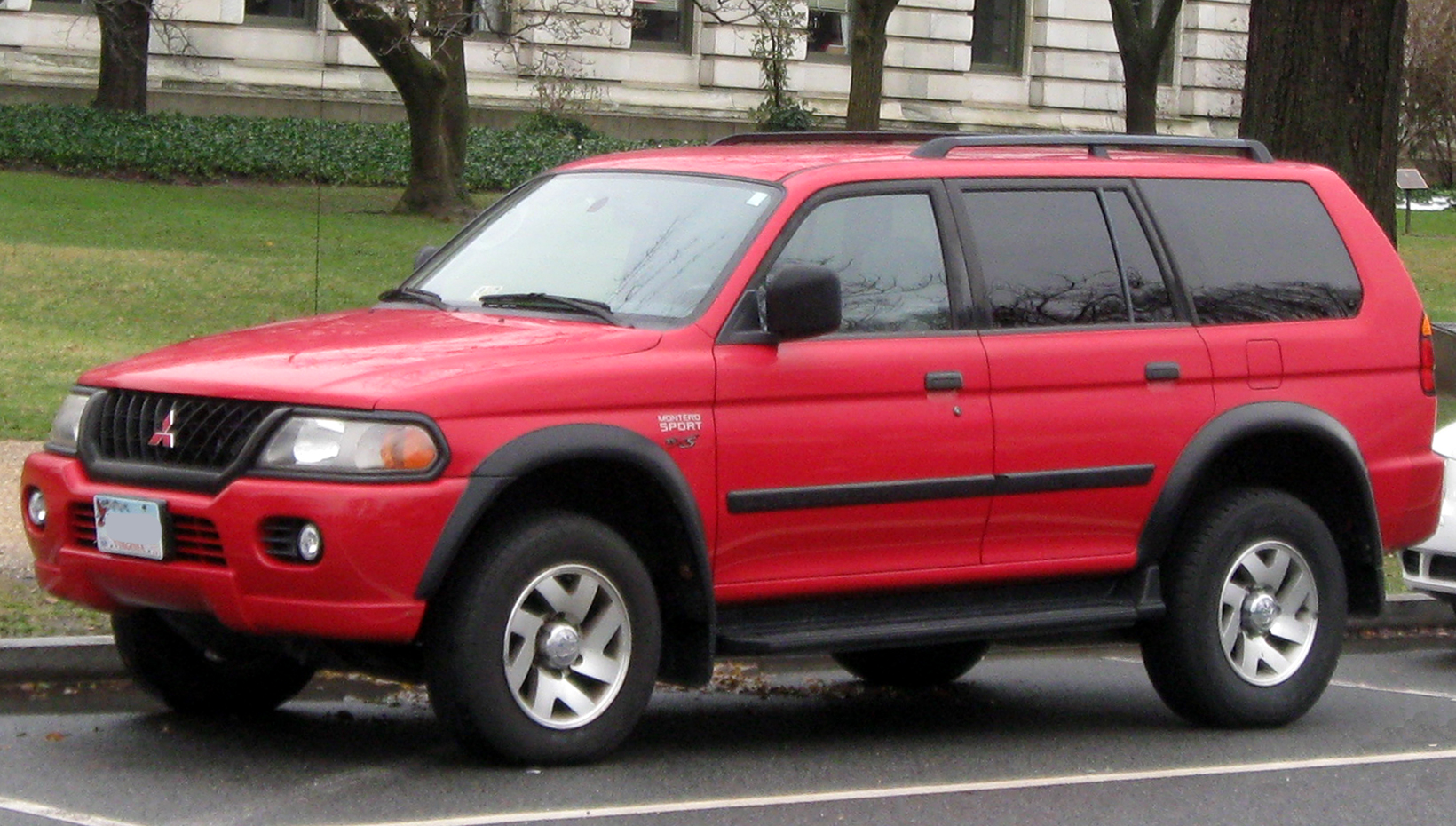
MY2000–2004 Mitsubishi Montero Sport (США)
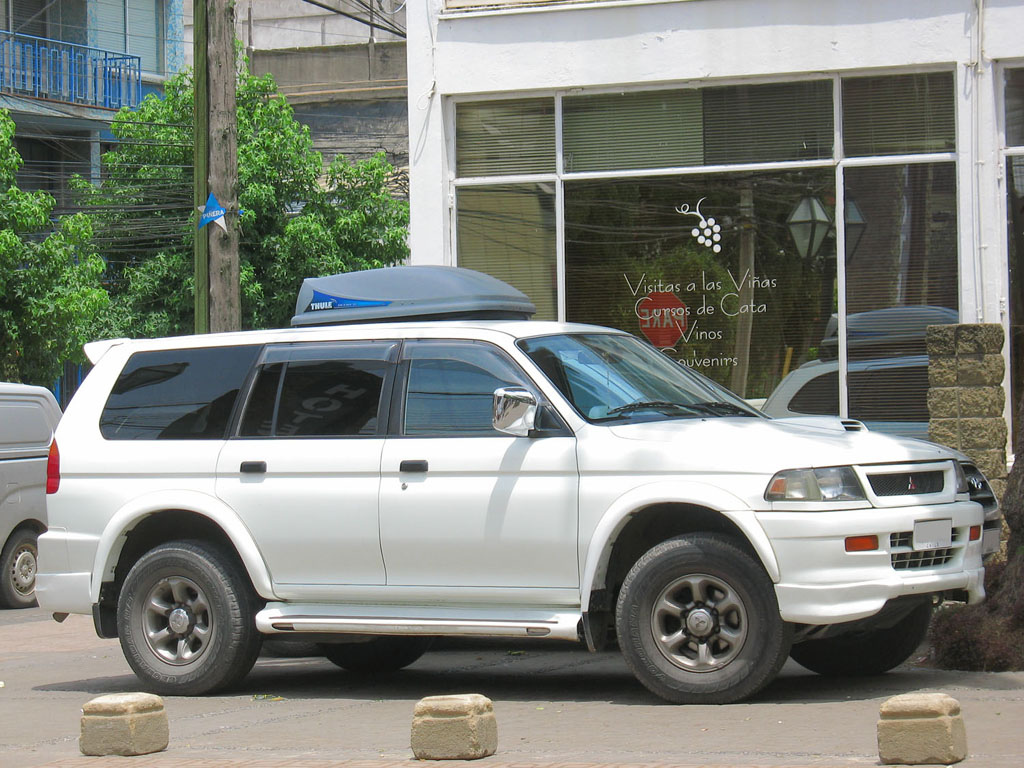
Mitsubishi Challenger TD
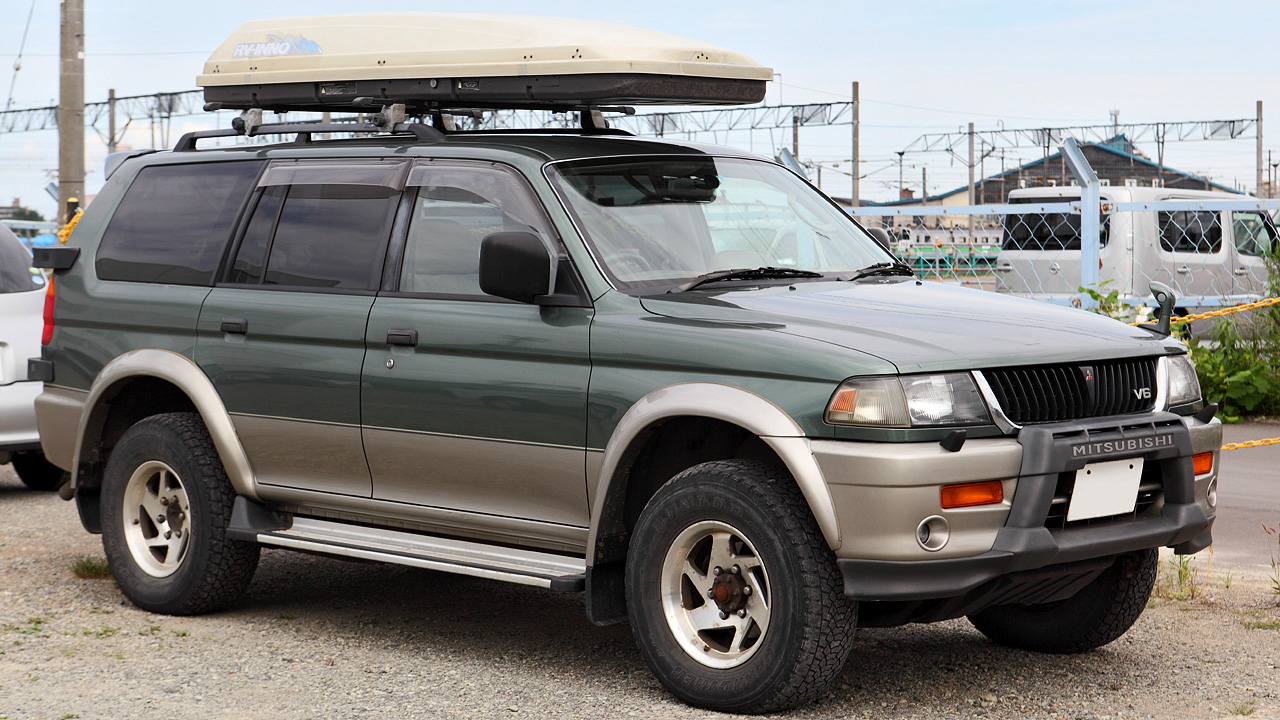
Mitsubishi Challenger 3.0 XR

## Второе поколение
Второе поколение внедорожника выпускалось с 2008 по 2015 год. В 2013 году началась сборка автомобилей на заводе «ПСМА Рус» в Калуге.
Автомобиль второго поколения имел значительно меньше вариантов комплектации. Из двигателей доступны только бензиновый трёхлитровый 6B31 и дизельный двигатель 4D56 объёмом 2,5 литра. С 2008 по 2010 год дизельные версии комплектовались 4M41 (который применяется на внедорожниках Pajero) с обычной турбиной (без VGT) в купе с четырёхступенчатой АКПП. После чего был установлен модернизированный двигатель 4D56, который обзавёлся турбиной с VGT (изменяемой геометрией). На других рынка предлагался вариант с бензиновым двигателем объёмом 3,5 л 6G74, но в России он представлен не был. В итоге для российского рынка на втором поколении предлагался только один бензиновый двигатель 6B31.
Комплектаций по оснащению кузова и салона тоже немного:
- Минимальная — ручное управление отопителем, чёрные ручки дверей, зеркала без обогрева, тканевые сиденья с ручной регулировкой, руль без кнопок управления аудиосистемой, простая аудиосистема без графического дисплея, галогенные лампы в фарах.
- Промежуточная — добавлен климат-контроль и хромированные ручки, на части машин — руль с кнопками управления аудиосистемой.
- Максимальная — климат-контроль, кожаные сиденья с электроприводами, обогрев зеркал, аудиосистема с графическим дисплеем, руль с кнопками управления аудиосистемой, камера заднего вида, парктроник, ксеноновые лампы в фарах. На части машин устанавливается головное устройство «Mitsubishi multi communication system» с навигацией и дополнительным аудиоусилителем.

В зависимости от рынка машины могут отличаться по комплектации:
- для России все машины имеют блокировку дифференциала заднего моста;
- для Европы и Белоруссии все машины имеют систему курсовой устойчивости (для России - только максимальные комплектации).
- Размер колёсных дисков:

| Шина       | Диск         | Сверловка | Давление |
| ---------- | ------------ | --------- | -------- |
| 265/70SR16 | 7J×16 ET38   | 6×139,7   | 1,8 / 2  |
| 265/65SR17 | 7,5J×17 ET38 | 6×139,7   | 1,8 / 2  |
| 265/60HR18 | 8J×18 ET38   | 6×139,7   | 2        |

### Внезапная непреднамеренная проблема ускорения
В 2011 году владельцы Montero Sport на Филиппинах сообщили, что их автомобили страдали от внезапного непреднамеренного ускорения.  Mitsubishi Motors Philippines позже ответили заявлением, в котором говорилось, что они провели испытания электрических систем Montero Sport и не обнаружили никаких проблем; кроме того, они заявили, что аварии, связанные с этой проблемой, были, скорее всего, вызваны человеческой ошибкой. Владельцы Montero Sport, пострадавшие от внезапной проблемы непреднамеренного ускорения, планируют подать коллективный иск против Mitsubishi Motors Philippines.  Департамент торговли и промышленности (DTI) открыл следственную группу для расследования аварий и жалоб с 2010 по 2015 год и будет рекомендовать либо отзыв продукции, либо полный запрет на продажу Montero Sport в стране. 

## Третье поколение
1 августа 2015 года Mitsubishi Motors представила третье поколение Pajero Sport в Таиланде, которое будет выпущено как модель 2016 года и будет оснащено новым двигателем 4N15 2.4L MIVEC. В результате меньший 4N15 выдает на два процента больше мощности, чем 4D56, при 181 л. с. (133 кВт) (предыдущая версия: 178 л. с.) и на 23 процента больше крутящего момента при 430 Нм (предыдущая версия: 350 Нм), несмотря на немного меньший рабочий объем в 2442 куб. см (ранее 2476 куб. см). С момента представления модели третьего поколения она больше не использовала название Challenger, а вместо этого использовала название Pajero Sport/Montero Sport.
Одной из ярких особенностей третьего поколения Pajero Sport является 8-ступенчатая автоматическая коробка передач Aisin TL-80SN/TL-80NF, полученная от Toyota, которая заменила 5-ступенчатую автоматическую коробку передач INVECS-II предшественника. Она значительно повышает топливную экономичность по сравнению с 5-ступенчатой, не жертвуя ускорением на передаче. Pajero Sport также доступен с 6-ступенчатой механической коробкой передач для некоторых вариантов. Все варианты поставляются с 6-дюймовыми двухпоршневыми вентилируемыми дисковыми тормозами спереди и 6-дюймовыми сплошными дисковыми тормозами сзади, а также системой полного привода S-AWC от Mitsubishi для вариантов с полным приводом. Другие особенности включают люк на крыше, двухзонную систему климат-контроля, регулируемые кожаные сиденья с многослойной амортизацией, опциональную вместимость на 7 мест (зависит от рынка) и 7-дюймовую информационно-развлекательную систему. Он также имеет более легкий кузов по сравнению с предшественником благодаря использованию прочных и легких пластиков CF, а благодаря блоку из легкого сплава 4N15 весь кузов имеет низкий центр тяжести.
С 2021 года Pajero Sport является флагманским рамным внедорожником бренда после прекращения выпуска более крупного внедорожника Pajero.